# Stema Irlandei
Stema Irlandei (în irlandeză Armas na hÉireann) este simbolul național al Irlandei. Este formată dintr-un medalion albastru închis, cu o harpă de aur.